# Erste Bank
Erste Bank (официально Erste Bank der oesterreichischen Sparkassen AG) — австрийский розничный банк со штаб-квартирой в Вене, Австрия, старейший банк финансовой группы Erste Group Bank AG (de:Erste Group). Помимо Erste Bank группа включает ряд сберегательных банков в Австрии, а также дочерние банки в Чехии, Словакии, Румынии, Венгрии, Хорватии и Сербии.

## История
В трудные годы после наполеоновских войн австрийский кайзер Франц I высказал мнение о необходимости организации в стране сберегательных касс по образцу Германии и Великобритании.
Первым, кто решил организовать это дело, был Йоганн Ваптист Вебер, настоятель церкви Святого Леопольда в Вене. В 1819 году он основал Verein der Ersten österreichischen Spar-Casse — банковское учреждение, 4 октября открывшее первое отделение в Леопольдштадте, пригороде Вены.
В 1993 году, в соответствии с поправкой в законе о банковской деятельности, компания была преобразована в акционерное общество Die Erste österreichische Spar-Casse-Bank AG, сокращенно «Erste Bank».
Холдинг (AVS) в целом изменил своё название на Die Erste österreichische Spar-Casse Anteilsverwaltungssparkasse (AVS). В 2003 году на основе AVS был создан DIE ERSTE österreichische Spar-Casse Privatstiftung (de:ERSTE Stiftung).
За период с 1997 года, когда DIE ERSTE обнародовал стратегию наращивания розничного бизнеса в Центральной и Восточной Европе, клиентская база выросла с 600 тысяч до свыше 17 млн, во многом благодаря многочисленным приобретениям и слияниям, наиболее значительным из которых стало слияние с GiroCredit 27 июня 1997 года. Die Erste и AVS купили 51,1 % акций Anteilsverwaltungssparkasse Zentralsparkasse, которые были добавлены к 26 % акций, которые уже контролировались ими. Через акт универсального правопреемства, Die Erste стал обладателем всех прав и обязательств GiroCredit. Слияние было одобрено общим собранием акционеров Die Erste и GiroCredit 21 августа 1997 года и получило юридическую силу после его регистрации в Регистре предприятий 4 октября 1997 года. В то же время, Die Erste österreichische Spar-Casse — Bank AG был переименован в Erste Bank der Oesterreichischen Sparkassen AG.
9 августа 2008 года был создан холдинг Erste Group Bank AG, в который уже на правах дочерней фирмы вошёл Erste Bank der österreichischen Sparkassen AG, а также другие центрально- и восточно-европейские банки-филиалы.

## Расширение в Центральной и Восточной Европе с 1997 года
- Венгрия: С присоединением Hungarian Mezöbank в 1998 году, который был пятым по величине филиальной сети в Венгрии (впоследствии переименован в Erste Bank Hungary Rt.), Erste Bank обеспечена хорошая стартовая позиция в Центральной и Восточной Европе. В 2003 году Erste Group выиграла тендер чтобы купить 99,94 % Hungary Postabank, и объединить его с Erste Bank Венгрии в 2004 году. Новый Банк-второй по величине розничный Банк в Венгрии с 0,9 млн клиентов и доля рынка по депозиты физических лиц 8 %.
- Хорватия: В 1999 году, вместе с Steiermärkische Bank und Sparkassen AG, Erste Group последовательно приобрела контрольный пакет акций (87 %) трех небольших хорватских банков Bjelovarska banka, Trgovacka banka и Cakovecka banka, объединив их в Erste & Steiermärkische банк. В 2002 году, Erste Group приобрела так же 85 % акций в Riječka банка. Слияние его с существующей операционной средой создало банк номер три на хорватском рынке с 800 000 клиентами и долей на рынке розничных депозитов почти на 13 %.
- Чешская Республика: В 2000 году Erste Bank приобрел 52 % (и до 98 % в течение 2002 и 2003 года) акций банка Česká spořitelna. Česká spořitelna является ведущим розничным банком Чешской Республики, обслуживающим 5,3 млн клиентов, и имеющим долю на рынке розничных депозитов почти 30 %.
- Словакия: В 2001 году Erste Bank приобрела около 87 % долей в Slovenská sporiteľňa (с увеличением до 100 % к 2005 году). Slovenská sporiteľňa-крупнейший Банк в стране, обслуживающий 2,5 млн клиентов, и имеющий долю на рынке розничных депозитов почти на 28 %.
- Румыния: В декабре 2005 г. Erste Group выиграла тендер на 61,88%-ную долю участия в Banca Comercială Română (BCR) (увеличение до 69,17 % к 2006 году). BCR-крупнейший Банк в Румынии с 4,3 млн клиентов и долей на рынке розничных депозитов до 23 %.
- Сербия: Erste Group приобрела 83,3 % Novosadska банка в Сербии. В соглашение о стратегическом сотрудничестве с Steiermärkische Sparkasse, Erste Group владеет сегодня 80,49 % Erste Bank Serbia’s акций. Банк имеет долю на рынке розничных депозитов ниже 3 %.

Erste Bank купил 100 % банка «Престиж» на Украине, который был переименован в Erste Bank Украина и имел долю на рынке розничных депозитов ниже 1 %. В 2013 году он был продан собственникам украинского Фидобанка за 63 млн евро и переименован в Фидокомбанк.

## Деятельность
Сеть банковской группы на конец 2020 года насчитывала 2193 отделения, обслуживается более 16 млн клиентов. Активы Erste Group Bank составляли 277 млрд евро, из них 166 млрд пришлось на выданные кредиты; объём принятых депозитов составил 191 млрд евро. Из выручки 7,16 млрд евро за 2020 год 4,77 млрд пришлось на чистый процентный доход, 2 млрд на комиссионный доход. На розничный банкинг приходится 3,25 млрд евро выручки, на корпоративный — 1,56 млрд, операции на рынках приносят 520 млн евро, управление активами 58 млн.
Подразделения сформированы по географическому принципу и включают две группы, Австрия и Центральная и Восточная Европа:
- Австрия — доля на австрийском рынке 22 %.
  - Erste Bank и его непосредственные дочерние структуры (sBausparkasse, Salzburger Sparkasse, Tiroler Sparkasse, Sparkasse Hainburg); выручка 1,13 млрд евро, активы 53 млрд.
  - Другие сберегательные банки Австрии, члены объединения Haftungsverbund, в которых группа не имеет контрольного пакета; выручка 1,65 млрд евро, активы 73 млрд.
  - Другие дочерние структуры группы в Австрии; выручка 722 млн евро, активы 57 млрд.
- Чехия (Česká spořitelna Group) — доля на рынке 24 %, выручка 1,47 млрд евро, активы 59 млрд.
- Словакия (Slovenská sporiteľňa Group) — доля на рынке 25 %, выручка 600 млн евро, активы 21 млрд.
- Румыния (Banca Comercială Română Group) — доля на рынке 15 %, выручка 679 млн евро, активы 17 млрд.
- Венгрия (Erste Bank Hungary Group) — доля на рынке 11 %, выручка 431 млн евро, активы 10 млрд.
- Хорватия (Erste Bank Croatia Group) — доля на рынке 15 %, выручка 400 млн евро, активы 11 млрд.
- Сербия (Erste Bank Serbia Group) — доля на рынке 7 %, выручка 84 млн евро, активы 3 млрд[4].

Крупнейшим акционером является фонд DIE Erste österreichische Spar-Casse Privatstiftung (ERSTE Foundation), ему и партнёрам принадлежит 31,17 % акций. Испанскому банку CaixaBank принадлежит 9,92 % акций.

## Дочерние компании в Центральной и Восточной Европе
Холдинг Erste Group Bank AG включает местные банки в семи странах Центральной и Восточной Европы:
- Австрия: Erste Bank der oesterreichischen Sparkassen AG
- Чешская Республика: Česká spořitelna a.s.
- Словакия: Slovenská sporiteľňa
- Венгрия: Erste Bank Hungary Zrt.
- Хорватия: Erste & Steiermärkische Bank d.d.
- Сербия: Erste Bank Novi Sad
- Румыния: Banca Comerciala Romana